# Takayama Tadao
Takayama Tadao (jap. 高山 忠雄; * 24. Juni 1904 in der Präfektur Tokio; † 1. Juli 1980 ebendort) war ein japanischer Fußballspieler.

## Nationalmannschaft
1930 debütierte Takayama für die japanische Fußballnationalmannschaft. Takayama bestritt zwei Länderspiele und erzielte dabei ein Tor. Mit der japanischen Nationalmannschaft qualifizierte er sich für die Far Eastern Championship Games 1930.